# Небезпека в будинку
«Небезпека в будинку» (фр. Peril En La Demeure, інша назва «Смерть у французькому саду») — кримінальна драма 1985 року поставлена режисером Мішелем Девілем за романом Рене Беллетто «На землі, як на небі». Фільм було номіновано на премію «Сезар» 1986 року у восьми категоріях, у двох з яких (за найкращу режисуру та найкращий монтаж) він отримав перемогу. 

## Синопсис
Безробітного музиканта Давида Орфе (Кристоф Малавуа) наймає багата сім'я Томбстеїв дати кілька уроків гри на гітарі юній Вівіан. Давид, захопившись матір'ю своєї учениці, мадам Джулією Томбстей (Ніколь Гарсія), не підозрює, куди заведе його цей роман. Пожадлива Джулія використовує Давида як просту маріонетку у своїй підступній інтризі.
Якось Давид піддається нападу якогось чоловіка та намагається зламати йому руки, але на допомогу приходить допитливий та загадковий сусід сімейства Даніель (Рішар Боренже). Між чоловіками зав'язується дивна дружба. Хтось присилає Давиду поштою відеокасету із записом любовного побачення. Такий же запис отримує і його коханка. Усі троє — Давид, його коханка та друг підозрюють ревнивого чоловіка. Але, незважаючи на припущення, жінка все одно запрошує юнака до себе, стверджуючи, що чоловік повинен поїхати. Не послухавши друга, Давид бере запропонований тим пістолет і йде до будинку своєї коханки, там його намагається убити ножем чоловік, що нікуди не поїхав. Давид стріляє в чоловіка…

## У ролях
| Рішар Боренже   | ···· | Даніель Форест |
| Кристоф Малавуа | ···· | Давид Орфе     |
| Ніколь Гарсія   | ···· | Джулія         |
| Мішель Пікколі  | ···· | Грем           |
| Анемон          | ···· | Едвіж Леду     |
| Анаїс Жаннре    | ···· | Вівіан         |
| Жан-Клод Же     | ···· | батько         |
| Елен Руссель    | ···· | мати           |

## Визнання
| Нагороди та номінації фільму «Небезпека в будинку» | Нагороди та номінації фільму «Небезпека в будинку»                      | Нагороди та номінації фільму «Небезпека в будинку»                      | Нагороди та номінації фільму «Небезпека в будинку» | Нагороди та номінації фільму «Небезпека в будинку» | Нагороди та номінації фільму «Небезпека в будинку» |
| Рік                                                | Нагорода                                                                | Категорія                                                               | Номінант                                           | Результат                                          |                                                    |
| -------------------------------------------------- | ----------------------------------------------------------------------- | ----------------------------------------------------------------------- | -------------------------------------------------- | -------------------------------------------------- | -------------------------------------------------- |
| 1900                                               | Берлінський кінофестиваль                                               | Золотий лев                                                             | Небезпека в будинику                               | Номінація                                          |                                                    |
| 1986                                               | Премія «Сезар»                                                          | Найкращий фільм                                                         | Небезпека в будинку                                | Номінація                                          |                                                    |
| 1986                                               | Премія «Сезар»                                                          | Найкраща режисерська робота                                             | Мішель Девіль                                      | Перемога                                           |                                                    |
| 1986                                               | Премія «Сезар»                                                          | Найкраща акторка                                                        | Ніколь Гарсія                                      | Номінація                                          |                                                    |
| 1986                                               | Премія «Сезар»                                                          | Найкраща акторка другого плану                                          | Анемон                                             | Номінація                                          |                                                    |
| 1986                                               | Премія «Сезар»                                                          | Найкращий оригінальний або адаптований сценарій                         | Мішель Девіль                                      | Номінація                                          |                                                    |
| 1986                                               | Премія «Сезар»                                                          | Найкращі декорації                                                      | Філіп Комбастель                                   | Номінація                                          |                                                    |
| 1986                                               | Премія «Сезар»                                                          | Найкращий монтаж                                                        | Раймон Ґуйо                                        | Перемога                                           |                                                    |
| 1986                                               | Премія «Сезар»                                                          | Найкращий постер до фільму                                              | Найкращий постер до фільму                         | Номінація                                          |                                                    |
| 1986                                               | Приз Французького синдикату кінокритиків за найкращий французький фільм | Приз Французького синдикату кінокритиків за найкращий французький фільм | Небезпека в будинку                                | Перемога                                           |                                                    |

## Додаткові факти
- Прем'єра фільму відбулася в лютому 1985 року на 35-му Берлінському кінофестивалі, де фільм змагався за головний приз кінофоруму — «Золотого лева». У французький прокат фільм вийшов 13 лютого цього ж року.
- У Франції фільм отримав 1 648 467 переглядів, з яких 535 231 — у Парижі[2].